# Ołeksij Czernyszow
Ołeksij Mychajłowycz Czernyszow, ukr. Олексій Михайлович Чернишов (ur. 4 września 1977 w Charkowie) – ukraiński przedsiębiorca i polityk, od 2020 do 2022 minister rozwoju społeczności lokalnych, w latach 2024–2025 wicepremier oraz minister jedności narodowej Ukrainy.

## Życiorys
W 1999 ukończył ekonomikę przedsiębiorstw na prywatnym uniwersytecie w Charkowie, a w 2002 studia prawnicze na uniwersytecie prawniczym w tym samym mieście. Pracował przy tworzeniu oprogramowania dla branży telekomunikacyjnej. W 2012 zawiązał przedsiębiorstwo inwestycyjno-deweloperskie Eastgate Development, działające na rynku nieruchomości komercyjnych. W 2014 utworzył firmę inwestycyjną VI2 Partners. W tym samym roku powołał fundację zajmującą wspieraniem projektów kulturalnych i przyciąganiem inwestorów na Ukrainę. W 2017 został przewodniczącym rady nadzorczej zrzeszenia gospodarczego URE Club.
W październiku 2019 powołany na przewodniczącego Kijowskiej Obwodowej Administracji Państwowej. W marcu 2020 objął stanowisko ministra rozwoju społeczności lokalnych w utworzonym wówczas gabinecie Denysa Szmyhala. W listopadzie 2022 odszedł z rządu, w tym samym miesiącu został prezesem przedsiębiorstwa Naftohaz Ukrainy. W grudniu 2024 powrócił w skład gabinetu, powołano go wówczas na urzędy wicepremiera oraz ministra jedności narodowej Ukrainy.
W czerwcu 2025 został objęty postępowaniem karnym, w którym przedstawiono mu zarzuty nadużycia władzy i korupcji. W następnym miesiącu zakończył pełnienie funkcji rządowych.